# Parc de la bibliothèque (Vantaa)
Le parc de la bibliothèque (finnois : Kirjastopuisto) est un parc du quartier de Tikkurila à  Vantaa en Finlande.

## Présentation
Le parc public doit son nom à la bibliothèque de Tikkurila voisine. 
Il est situé au centre de Tikkurila, dans la zone située entre la bibliothèque, l'hôtel de ville de Vantaa et la gare de Tikkurila. 
Le parc, qui a ouvert ses portes à l'été 2017, compte, entre autres, une patinoire, une aire de jeux et un espace gazonné. 
Des concerts y ont été organisés et des films en plein air ont été projetés dans le parc,
.
Du point de vue du paysage urbain, le parc de la bibliothèque ressemble à un parc central.
Un concours d'architecture paysagère a été organisé pour les espaces extérieurs du centre de Tikkurila dès 2006, et le concours a été remporté par le projet Hemgård.
La construction du parc a commencé en juillet 2016, et les coûts de conception et de construction étaient d'environ deux millions d'euros. 
Le parc a été construit principalement sur le site d'une ancienne rue et d'un parking. 
Avec la place Tikkurilantori voisine, le parc de la bibliothèque a reçu le Prix de la structure environnementale de l'année 2017. 
Selon le jury, « un parc urbain polyvalent et de haute qualité a été construit dans l'ancien environnement, qui prend en compte les besoins des résidents d'âges différents ».
L'œuvre Tarinapuu de Merja Ranki (fi), une sculpture de six mètres de haut en acier Corten, est située dans le parc.

## Galerie

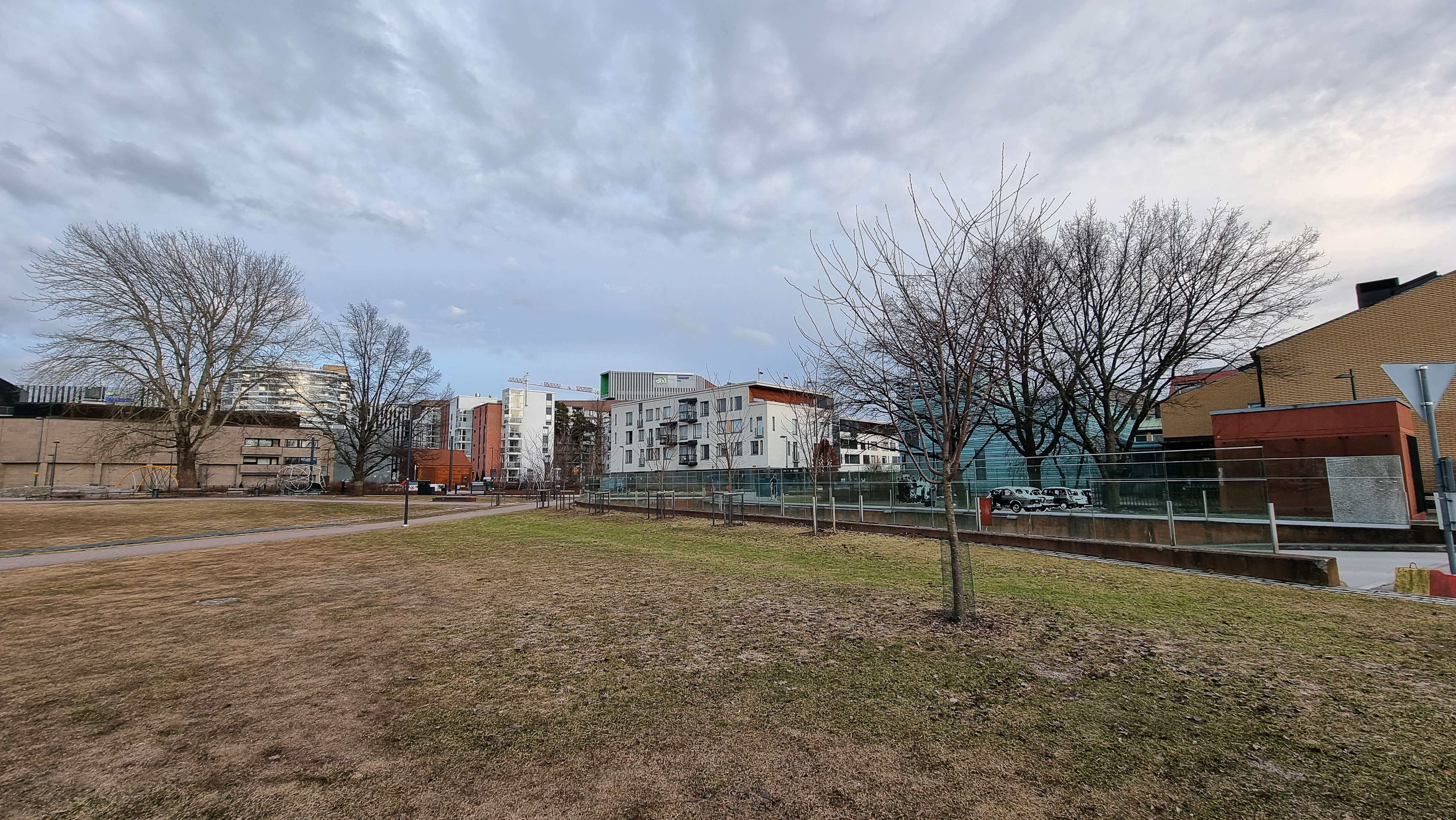
Kirjastopuisto.